# 杉本和範
杉本 和範（すぎもと かずのり、1979年〈昭和54年〉8月19日 - ）は、日本の政治家。福井県小浜市長。元小浜市議会議員（2期）。

## 来歴
兵庫県宝塚市出身。父親の実家は福井県小浜市内にある飯盛寺（本堂は国指定重要文化財）。仁川学院小学校、三田学園中学校・高等学校、甲南大学理学部化学科を卒業。卒業後は、愛知県名古屋市で化粧品会社研究職と食品関連ベンチャー企業営業職を経験。2011年、父親の実家のある小浜市に移住し、カフェを開く。
2019年、小浜市議会議員選挙に初当選する。2023年の市議選は無投票で再選。2023年5月11日、地域政党ふくいの党結成に参加。
2024年2月6日、同年7月に行われる小浜市長選挙への立候補を表明。
2024年7月21日投開票の市長選挙で自民・公明両党の推薦を受けた現職の松崎晃治を破り、初当選した。
※当日有権者数：23,057人 最終投票率：68.02%（前回比：pts）
| 候補者名 | 年齢 | 所属党派 | 新旧別 | 得票数  | 得票率 | 推薦・支持             |
| -------- | ---- | -------- | ------ | ------- | ------ | ---------------------- |
| 杉本和範 | 44   | 無所属   | 新     | 8,291票 | 53.17% |                        |
| 松崎晃治 | 66   | 無所属   | 現     | 7,301票 | 46.83% | 自由民主党・公明党推薦 |